# Glodeni
Glodeni – miasto w Mołdawii, stolica rejonu Glodeni, 10 146 mieszkańców (2006). Ośrodek przemysłu spożywczego.